# Dos parejas y un destino
Dos parejas y un destino es un programa de televisión de España, emitido por la cadena pública del país La 1 de TVE desde el 10 de febrero de 2021. Empezó a emitirse los miércoles a las 23h20 después de La Caza. Tramuntana, pero debido a su baja audiencia en el estreno pasó a emitirse los viernes a las 22h15 desde su segundo programa.

## Formato
Espacio de corte documental en que cada semana, dos parejas de celebridades se embarcan en una aventura turística a lo largo y ancho de nuestras fronteras, para conocer y mostrar a los espectadores diversos destinos en ámbitos rurales o urbanos. Dichas parejas reciben una carta completamente anónima, letras que les informan de cuáles son los lugares a los que deben acudir y las experiencias de las que pueden disfrutar. 
Sin embargo, todo es sorpresa en este formato. La identidad del anfitrión permanece oculta durante los días que dura este viaje, aunque es también un personaje muy familiar para los espectadores. Una vez finalice la ruta, cada participante tiene la oportunidad de poner nota a la experiencia e incluso de decirle al organizador u organizadora del plan qué es lo que le ha gustado, lo que no y, sobre todo, lo que debería mejorar.
Este formato road movie complementa la variedad paisajística española con las conversación más sinceras de los protagonistas de la experiencia. El vínculo que se forja entre los participantes de 'Dos parejas y un destino' es un plus para que las confidencias afloren a lo largo de los días de viaje, permitiendo conocer mejor a los concursantes.

## Destinos
Castilla-La Mancha, Cádiz, Pirineos o País Vasco serán algunos de los primeros destinos de las parejas del programa. Recorrerán muchos rincones de esos territorios y vivirán nuevas experiencias como dormir bajo las estrellas, superar sus propios miedos o alojarse en las entrañas de la tierra. Los viajeros se abrirán al público de forma divertida y emotiva

## Temporadas
| Temporada | Temporada | Programas | Estreno               | Final              | Audiencia media | Audiencia media | Audiencia media |
| Temporada | Temporada | Programas | Estreno               | Final              | Espectadores    | Cuota           |                 |
| --------- | --------- | --------- | --------------------- | ------------------ | --------------- | --------------- | --------------- |
|           | 1         | 8         | 10 de febrero de 2021 | 2 de abril de 2021 | 894 000         | 5,7%            |                 |

### Primera temporada (2021)
| Fecha      | Número | Destino            | Parejas                                                               | Anfitrión        | Invitado                       | Audiencia        |
| ---------- | ------ | ------------------ | --------------------------------------------------------------------- | ---------------- | ------------------------------ | ---------------- |
| 10/02/2021 | 01     | Castilla-La Mancha | Florentino Fernández y Gonzalo Miró María del Monte y Anne Igartiburu | José Bono        | Pepe Rodríguez                 | 769 000 (6,6%)   |
| 19/02/2021 | 02     | Cádiz              | Florentino Fernández y Gonzalo Miró María del Monte y Anne Igartiburu | Rosario Flores   | Antonio Carmona                | 1 006 000 (5,9%) |
| 26/02/2021 | 03     | Ibiza              | Jesulín de Ubrique y Chenoa La Terremoto de Alcorcón y Perico Delgado | Pepe Navarro     | Isabel Gemio                   | 890 000 (5,5%)   |
| 05/03/2021 | 04     | Pirineos catalanes | Florentino Fernández y Gonzalo Miró María del Monte y Anne Igartiburu | Pocholo          | Tòn Cónsul                     | 966 000 (5,8%)   |
| 12/03/2021 | 05     | Sevilla            | Jesulín de Ubrique y Perico Delgado La Terremoto de Alcorcón y Chenoa | Juan y Medio     | María José Campanario y Falete | 840 000 (5,2%)   |
| 19/03/2021 | 06     | Madrid             | Jesulín de Ubrique y Chenoa La Terremoto de Alcorcón y Perico Delgado | Josie            | Paco Roncero                   | 796 000 (4,9%)   |
| 26/03/2021 | 07     | País Vasco         | Florentino Fernández y Gonzalo Miró María del Monte y Anne Igartiburu | Karlos Arguiñano | Rafa Gorrotxategi              | 1 013 000 (6,2%) |
| 02/04/2021 | 08     | Gerona             | Jesulín de Ubrique y Chenoa La Terremoto de Alcorcón y Perico Delgado | Mónica Naranjo   | Óscar Pretrusa                 | 874 000 (5,5%)   |